# Rasmus Alm
Rasmus Alm, född 17 augusti 1995, är en svensk fotbollsspelare som spelar för St. Louis City SC i MLS. Han har tidigare spelat för IF Elfsborg i Allsvenskan.

## Karriär
Alm började spela fotboll i Borstahusens BK. Därefter spelade Alm för IK Wormo innan han gick till Landskrona BoIS.
Den 6 december 2017 värvades Alm av IF Brommapojkarna, där han skrev på ett fyraårskontrakt. Den 16 november 2018 värvades Alm av Degerfors IF, där han skrev på ett treårskontrakt.
Den 25 juli 2019 värvades Alm av IF Elfsborg, där han skrev på ett kontrakt på tre och ett halvt år. Alm debuterade den 29 juli 2019 i en 2–1-vinst över Kalmar FF.
Den 8 november 2022 värvades Alm av amerikanska St. Louis City SC inför deras första säsong i Major League Soccer. Han skrev på ett treårskontrakt med option på ytterligare ett år.